# Свет в Коорди (фильм)
«Свет в Коорди» (эст. Valgus Koordis) — экранизация одноимённой повести Ганса Леберехта. Фильм повествует об организации первых колхозов в послевоенной Эстонии и классовой борьбе в деревне.

## Сюжет
Пауль Рунге, бывший батрак, демобилизуется после Великой Отечественной войны из Красной Армии и, вернувшись в родную деревню, принимает активное участие в организации колхоза, преодолевая сопротивление богатых собственников…

## В ролях
- Георг Отс — Пауль Рунге, бывший батрак
- Александр Рандвийр — Вао
- Валентина Терн — Айно
- Ильмар Таммур — Муули
- Рудольф Нууде — Маасалу
- Эви Рауэр — Рооси
- Хуго Лаур — Сааму, батрак
- Антс Эскола — Кянд
- Олев Тинн — Тааксалу
- Эльмар Кивило — Семидор
- Иоханнес Кальола — Прийду
- Франц Мальмстен — Янсон
- Лембит Раяла — Курвест
- Арнольд Касук — Камар
- Антс Лаутер — '
- Мета Лутс — '
- Николай Бармин — Воробьев
- Нина Мамаева — '
- Эллен Лийгер — жена Праакли
- Арно Суурорг

## Съёмочная группа
- Авторы сценария: Юрий Герман, Ганс Леберехт
- Режиссёр-постановщик: Герберт Раппапорт
- Оператор-постановщик: Сергей Иванов
- Композиторы: Эуген Капп, Борис Кырвер
- Художник-постановщик: Семён Малкин
- Режиссёры: М. Руф, Э. Кайду
- Операторы: Э. Гольдберг, К. Соболь
- Звукооператор: Григорий Эльберт
- Художник по костюмам: Т. Левицкая
- Художник-гримёр: В. Соколов
- Художник-декоратор: Иван Знойнов
- Монтаж: Д. Ландер
- Редактор: Сильвия Кийк
- Ассистент режиссёра: А. Фролова, М. Шейнин
- Ассистенты оператора: В. Фомин
- Директор: Ю. Поляков

## Награды
- 1952 год — Сталинская премия III степени в области литературы и искусства:                                             Герберт Раппапорт, Сергей Иванов, Георг Отс, Валентина Терн, Эви Рауэр, Хуго Лаур, Александр Рандвийр, Эльмар Кивило.

## Интересные факты
- По сценарию, герой фильма Пауль Рунге, вернувшись из Советской Армии, начинает новую жизнь. Государство дало ему участок земли, дом на хуторе. Чувство радости возвращения в родные места переполняет героя, душа его поёт. Это рождает правдивое звучание песни Пауля Рунге в поезде, которое в свою очередь оказывается эмоциональной основой игры актёра в эпизоде с сохой в поле. При съёмке произошёл характерный для Георга Отса случай. Сцена в поле снималась раньше, чем сцена с песней в поезде. Был приглашён «дублёр» — эстонский колхозник. Рунге должен уметь хорошо, по-настоящему пахать. Однако узнав о «дублёре», Отс решительно запротестовал: «Что же это получается — я буду петь с экрана о работе, а работать будет другой?!». После чего встал в борозду, взял в руки соху и, тронув лошадь, пошёл пахать. «Дублёру» ничего другого не оставалось, как превратиться в консультанта… После того как артист прошёл поле несколько раз, колхозник деловито осмотрел работу, улыбнулся и сказал: «Можно сеять!»[1].
- На основе сценария фильма композитор Лео Нормет написал оперу «Свет в Коорди», которая была поставлена в 1955 году[2].